# Alexandria Anderson
Alexandria Anderson (Estados Unidos, 28 de enero de 1987) es una atleta estadounidense, especialista en la prueba de 4 x 100 m, con la que llegó a ser campeona olímpica en 2012.

## Carrera deportiva
En el Mundial de Daegu 2011 consigue junto con su equipo la medalla de oro en relevos 4 x 100 m.
En el Mundial de Moscú 2013 gana la medalla de plata, tras las jamaicanas y por delante de las británicas.